# Втурек (Конінський повіт)
Втурек (пол. Wtórek) — село в Польщі, у гміні Вільчин Конінського повіту Великопольського воєводства.
Населення — 438 осіб (2011).
У 1975-1998 роках село належало до Конінського воєводства.

## Демографія
Демографічна структура станом на 31 березня 2011 року:
|          | Загалом | Допрацездатний вік | Працездатний вік | Постпрацездатний вік |
| -------- | ------- | ------------------ | ---------------- | -------------------- |
| Чоловіки | 229     | 54                 | 157              | 18                   |
| Жінки    | 209     | 47                 | 121              | 41                   |
| Разом    | 438     | 101                | 278              | 59                   |